# Федотова коса
Федотова коса (укр. Федотова коса) — намывная коса, которая отделяет Утлюкский лиман от Азовского моря. Вместе с Бирючим островом, который до 1929 года был отделен от косы узким проливом, образует полосу суши длиной около 45 км.
20 августа 1996 году был создан заказник Коса Федотова, площадью 1910 га. С созданием Приазовского национального природного парка 10 февраля 2010 года заказник находится в границах парка с сохранением своего статуса.

## Географическое описание
Федотова коса состоит, в основном, из песчано-илистых и ракушечных отложений; вблизи материка распространены континентальные лёссоподобные суглинки. Западные берега мелководные с многочисленными отмелями, у восточных берегов глубины моря достигают 4 м. Во время штормов коса в наиболее низких местах размывается и образуются промоины шириной до 200 м и глубиной до 0,7 м.

## Население и природа
Вблизи средней части косы расположено село Степок (ныне входит в состав посёлка Кирилловка), состоящее из домов рыбаков, дома отдыха и нескольких баз отдыха. Остальная часть косы пустынна. Её поверхность покрыта травой, лохом узколистным (невысокое, колючее дерево с серебристыми эллиптическими листьями), тамариксом, гребенщиком (кустарники или деревья высотой 6-10 м с тонкими длинными побегами).

## Интересные факты
У косы, в 1737 году совершил подвиг капитан Дефремери, обрусевший француз. Свой корабль он уничтожил (впервые в русском флоте) уходя от турецких галер.